# You Could Have It So Much Better
«You Could Have It So Much Better» — другий студійний альбом шотландського рок-гурту «Franz Ferdinand», виданий 2005-го року. Платівка очолила британський чарт і досягла 8 позиції у США, де у підсумку стала «золотою».

## Список пісень
| #   | Назва                              | Тривалість |
| --- | ---------------------------------- | ---------- |
| 1.  | «The Fallen»                       | 3:42       |
| 2.  | «Do You Want To»                   | 3:35       |
| 3.  | «This Boy»                         | 2:21       |
| 4.  | «Walk Away»                        | 3:36       |
| 5.  | «Evil and a Heathen»               | 2:05       |
| 6.  | «You're the Reason I'm Leaving»    | 2:47       |
| 7.  | «Eleanor Put Your Boots On»        | 2:49       |
| 8.  | «Well That Was Easy»               | 3:02       |
| 9.  | «What You Meant»                   | 3:24       |
| 10. | «I'm Your Villain»                 | 4:03       |
| 11. | «You Could Have It So Much Better» | 2:41       |
| 12. | «Fade Together»                    | 3:03       |
| 13. | «Outsiders»                        | 4:02       |

| Японські бонус-треки | Японські бонус-треки | Японські бонус-треки |
| #                    | Назва                | Тривалість           |
| -------------------- | -------------------- | -------------------- |
| 14.                  | «Your Diary»         | 3:08                 |
| 15.                  | «Fabulously Lazy»    | 2:55                 |

| iTunes бонус-треки | iTunes бонус-треки | iTunes бонус-треки |
| #                  | Назва              | Тривалість         |
| ------------------ | ------------------ | ------------------ |
| 14.                | «Do You Want To»   | 3:42               |

## Учасники запису
- Алекс Капранос — вокал, гітара, клавішні;
- Ніколас Маккарті — електронна гітара, клавішні, бек-вокал;
- Роберт Харді — бас-гітара;
- Пол Томсон — ударні.